# إيفان نيكيتش
إيفان نيكيتش (بالكرواتية: Ivan Nekić)‏ هو لاعب كرة قدم كرواتي، ولد في 24 ديسمبر 2000 في زادار في كرواتيا. لعب مع نادي أنتر زابرشيتش.

## وصلات خارجية
- إيفان نيكيتش على موقع قاعدة بيانات كرة القدم.إي يو (الإنجليزية)
- إيفان نيكيتش على موقع Soccerway.com (الإنجليزية)
- إيفان نيكيتش على موقع عالم كرة القدم.نت (الإنجليزية)